# 茨木市立玉島小学校
茨木市立玉島小学校（いばらきしりつ たましましょうがっこう）は、大阪府茨木市にある公立小学校。

## 沿革
明治時代初期に設置された島下郡第三小区第一番島小学校（のち三島郡宮島尋常小学校）と島下郡第四番目垣小学校（のち三島郡溝咋（みぞくい）尋常小学校）の2校を学校の起源としている。
学制発布に伴い、1873年12月に当時の島下郡島村（町村制実施で宮島村）に島下郡第三小区第一番島小学校が設置された。島小学校より分離する形で、1877年1月には当時の島下郡目垣村（町村制実施で溝咋村）に島下郡第三小区第四番目垣小学校が設置された。
島小学校は1889年5月9日に島下郡（1896年郡の合併で三島郡）宮島尋常小学校に改称した。また目垣小学校は1893年5月1日に島下郡（1896年郡の合併で三島郡）溝咋尋常小学校に改称している。
宮島村と溝咋村は1935年2月11日付で合併し、玉島村となった。村の合併と同時に、宮島・溝咋の両尋常小学校も合併して三島郡玉島小学校が発足している。
1960年代後半以降児童数が増加傾向となり、1969年から1974年にかけて茨木市立中津小学校・茨木市立東小学校・茨木市立葦原小学校の3小学校を相次いで分離している。

### 年表
- 1935年2月11日 - 三島郡玉島尋常小学校として発足。
- 1937年4月 - 校旗・校歌が制定される。
- 1941年4月1日 - 国民学校令により、三島郡玉島国民学校に改称。
- 1947年4月1日 - 学制改革により、玉島村立玉島小学校に改称。
- 1954年2月10日 - 玉島村の茨木市への編入合併に伴い、茨木市立玉島小学校に改称。
- 1969年4月1日 - 茨木市立中津小学校を分離。
- 1970年4月1日 - 茨木市立東小学校を分離。
- 1974年4月1日 - 茨木市立葦原小学校を分離。
- 1985年2月 - 創立50周年記念式典挙行。

## 通学区域
- 茨木市 星見町（一部を除く）、平田1・2丁目、玉島1・2丁目、玉島台、平田台、野々宮1・2丁目、目垣1丁目・目垣2丁目（一部を除く）、目垣3丁目、南目垣1丁目-丁目、東野々宮町、宮島1丁目の一部、真砂3丁目（一部を除く）、玉瀬町の一部、小柳町の一部、若園町の一部、真砂2丁目の一部

卒業生は基本的に茨木市立平田中学校と茨木市立東雲中学校の2校に分かれて進学する。

## 交通
- 近鉄バス 北摂つばさ高校前バス停 東へ約400m、または玉島1丁目バス停 南東へ約400m。
- 阪急京都線・大阪モノレール 南茨木駅 東へ約2.5km。